# Miguel Ángel Seijas Cuestas
Miguel Ángel Seijas Cuestas   (Montevideo, 20 de maig de 1930) és un remer uruguaià que va competir durant la dècada de 1950.
El 1952 va prendre part en els Jocs Olímpics d'Estiu de Hèlsinki, on guanyà la medalla de bronze en la competició de doble scull del programa de rem. Formà parella amb Juan Antonio Rodríguez. Quatre anys més tard, als Jocs de Melbourne, quedà eliminat en sèries en la mateixa prova.